# Садиба Розумовського (Київ)
Сади́ба (пала́ц) Розумо́вського — палац у стилі класицизму, зведений у Києві на замовлення останнього гетьмана України Кирила Розумовського. Архітектурні форми будівель садиби нагадують яготинський палац. Збереглися лише кам'яні фундаменти. Частину території колишньої садиби займає «Будинок-літак», розташований на вулиці Івана Мазепи, 3.
За наказом Міністерства культури та стратегічних комунікацій України № 411 від 19 травня 2025 року фундаменти палацу внесли до Державного реєстру нерухомих пам’яток культури України.

## Історія
За повелінням російської цариці Катерина II російський сенат своїм указом від 17 листопада 1764 року ліквідував посаду Гетьмана Війська Запорозького. Останній гетьман Кирило Розумовський виїхав за кордон. 1777 року він повернувся до України, де почав будувати собі палаци в Києві, Яготині і Батурині.
Для київського маєтку Розумовський обрав ділянку із садом і двома будівлями, поруч із Пустинно-Микільським монастирем. У 1780-х роках тут звели великий дерев'яний палац на кам'яному фундаменті.
Однак Розумовський не вселився у палац. Із початком у 1787 році Російсько-турецької війни на вимогу київської комендатури у маєтку хотіли розквартирувати військових. Колишній гетьман вирішив відмовитися від садиби. Він наказав своїм яготинським селянам розібрати палац і відбудувати його у Яготині.
Маєток перейшов у розпорядження київського генерал-губернатора Івана Салтикова. Пилип Вігель, обер-комендант Києво-Печерської фортеці в 1788—1801 роках, у своїх «Спогадах» залишив опис садиби. За його словами, «в побудованому давно, але досі ніким не заселеному, великому дерев'яному будинку графа Розумовського», щотижня справляли бали. Сама будівля «висіла над урвищем, і <з неї відкривалися> чудові краєвиди за Дніпро. Будинок цей здавався чарівним, коли в літню, темну ніч південного краю, він блищав вогнями». У святкові дні у садибі влаштовували «феєрверки, ілюмінації, й іноді запускали невеликі повітряні кулі».
Пізніше у колишньому маєтку виділили ділянку для Інженерного двору Київської фортеці.
1934 року частково на території садиби розпочали будівництво житлового комплексу Українського військового округу.

## Архітектура

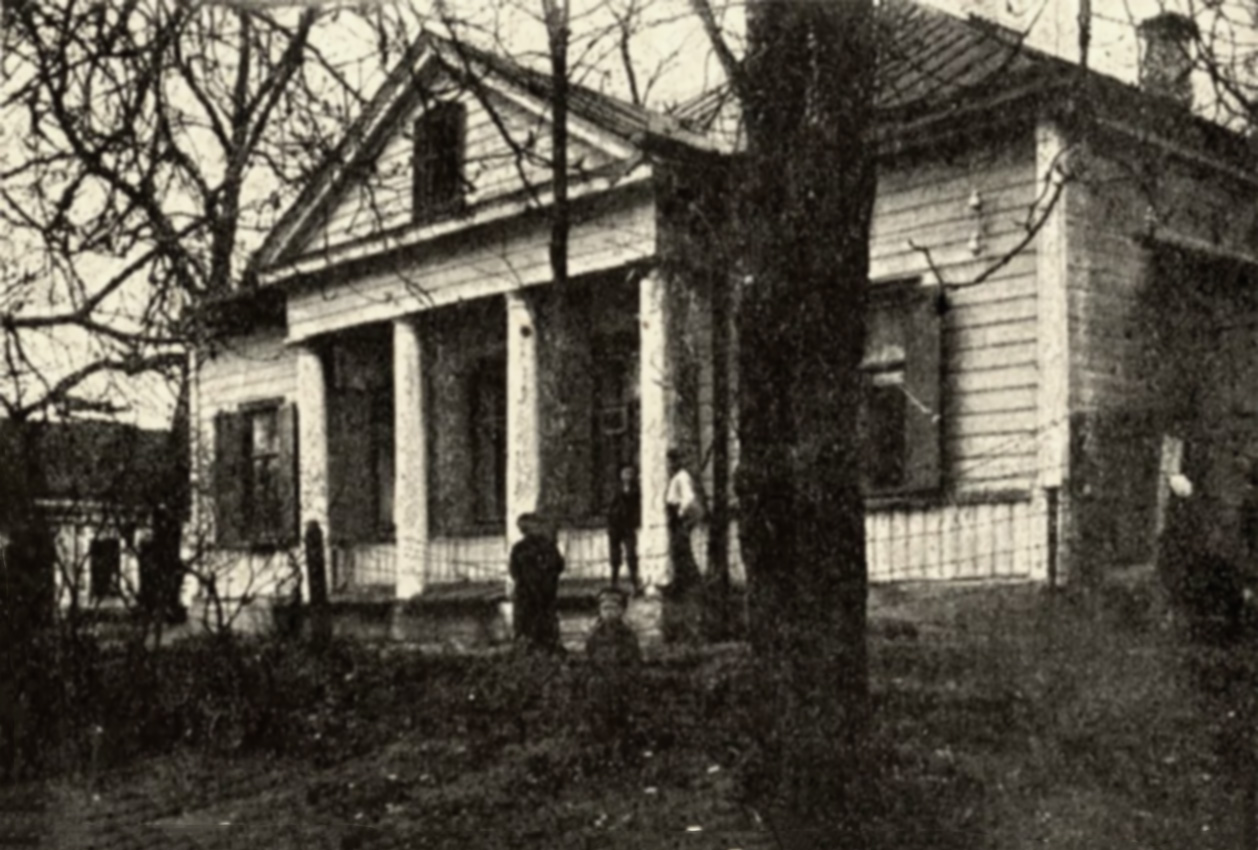
Флігель на території садиби Розумовського, фото 1930 року

Палац звели за проєктом англійського архітектора Адама Менеласа. За повідомленням українського історика-мистецтвознавця Федора Ернста, чільний палацовий фасад виходив на квадратне подвір'я і теперішню вулицю Івана Мазепи, а садовий — на Дніпро.

### Флігелі
Перпендикулярно вулиці стояли два флігелі. Їхні архітектурні форми нагадують яготинський палац. Дерев'яний флігель, розташований праворуч від палацу, мав вузький фасад, чотириколонний портик і готичне віконце у фронтоні. Дворовий фасад прикрасили довгою колонадою, яку знищили в другій половині XIX століття. Будівля була ще ціла у 1930-х роках. Лівий флігель укріпили цеглою і сильно зіпсували фасад.

## Фундаменти палацу Кирила Розумовського
У березні 2024 року під час будівельних робіт на вулиці Івана Мазепи, 3-В виявили мурований фундамент із склепінням. Археологи, пам'яткоохоронці й активісти звернулися до місцевих органів влади з проханням зберегти залишки гетьманської садиби. Департамент охорони культурної спадщини Київської міської держадміністрації розглянув подані документи й ухвалив рішення про внесення фундаментів палацу Кирила Розумовського до Переліку щойно виявлених об'єктів культурної спадщини. А 19 травня 2025 року їх внесли до Державного реєстру нерухомих пам’яток культури України.
Попри охоронний статус фундаментів, забудовник ТОВ «Собі» (керівник — Олексій Стефанюк), за інформацією активістів та ЗМІ, поступово їх руйнує. У квітні 2025 року Міністерство культури та стратегічних комунікацій України та Департамент охорони культурної спадщини КМДА винесли приписи про негайне припинення будь-яких земляних чи будівельних робіт на ділянці та наклало на забудовника штраф у розмірі 170 тисяч гривень. 7 липня 2025 року представники МКСК під час виїзду на місце встановили факт продовження робіт.
Проте 16 липня 2025 року пам'яткоохоронець Дмитро Перов повідомив про поновлення демонтажних робіт за адресою: вулиця Івана Мазепи, 3-В—3-Г. У зв'язку з цим активісти звернулися до Київської міської прокуратури та Офісу Генерального прокурора з проханням зупинити незаконні дії забудовника та врятувати історичну пам'ятку.